# Martand Rao Holkar
Maharajadhiraja Raj Rajeshwar Sawai Shri Martand Rao Holkar VIII Bahadur (1830 - 1849), fou maharajà d'Indore, d'una branca col·latera (fill de Shrimant Sardar Bapu Sahib Holkar), fou adoptat per la Maharani Gautama Bai, vídua de Malhar III Rao Holkar, després de l'assassinat d'aquest el 27 d'octubre de 1833. Tenia 3 anys i fou pujat al gadi (tron) el 17 de gener de 1834. Al cap de poc Hari Rao Holkar fou alliberat pels seus partidaris de la fortalesa de Maheshwar on estava tancat, i va reclamar el tron; com que l'adopció de Martand Rao s'havia fet sense coneixement ni permís del govern britànic, el resident va donar el gadi a Hari (2 de febrer de 1834) i Martand fou pensionat sent enviat a residir confinat a Poona.
Fou nomenat ministre principal Raja Bhao Phansia, reconegut borratxo. L'administració en decadència va empitjorar, encara complicada per l'excessiva despesa del maharaja. La vida i les propietats no eren segures i es van plantejar diversos complots per reposar a Martand Rao. Mort Hari Rao el 24 d'octubre de 1843, amb 48 anys, el va succeir Khande III Rao Holkar, que era retardat mental i va morir als pocs mesos, el 17 de febrer de 1844.
Les reclamacions de Martand Rao (llavors amb 14 anys), avalades per molts nobles, no foren ateses pels britànics. Sahiba Kesara Bai, una de les vídues de Jaswant Rao, va suggerir que s'havia de nomenar un fill de Bhao Santoji Holkar, oncle llunyà de Martand Rao, d'una altra branca de la família. La proposta fou acceptada i el jove de 12 anys Jaswant Holkar fou instal·lat al tron el 1844 amb el nom de Tukoji II Rao Holkar.
Martand va morir sense fills a Poona el 2 de juny de 1849.